# 育苗
育苗（いくびょう）は、植物の苗を一定期間人工的な環境下で発芽・育成させ、その後田畑に移植することである。

## 農作物別の育苗

### 稲作における育苗
育苗は田植えの前段階である。（苗代に稲の種・種籾（たねもみ）をまき、発芽させ、苗代にてある程度育った稲を本田（圃場）に移植する。）

### 稲作以外における育苗
果樹や野菜においても、育苗箱や育苗器を用いることが多い。育苗箱や育苗ポットに種まきすることで、温度管理がしやすくなり、発芽に適した温度を保つことができるメリットがある。春まきでは温床に乗せるなどして暖かくし、夏蒔きでは涼しくして育てるようにする。
育苗箱で苗をつくる場合、育苗箱の容器の底の方に粗めの腐葉土を入れ、その上にふるいにかけた細かい土を入れる。そこに板などでまき溝をつけて種を筋まき、再びふるいで振った土をかけて鎮圧し、じょうろで全体に水やりする。育苗箱にまいた種が発芽して本葉が1、2枚出始めるころ、よい苗を選んで育苗ポットに移植する作業を「ポット上げ」とよんでいる。ポット上げを行う際は、根を傷つけないようにまわりの土ごと掘り起こして、腐葉土を入れた育苗ポットに苗を1本ずつ植え込み、たっぷりと水やりをする。また、種が大きい植物や、家庭菜園などでまく種の数が少ない場合は、はじめから直接ポットに種まきをする。
種の発芽温度は15 - 25度くらいのものが多いため、育苗には発芽温度の管理が重要になっている。春まきの場合は、苗を育てる床面の温度が30度くらいになる温床に育苗箱や育苗ポットを置いて、夜間はビニールで覆って管理する。家庭では、衣装ケースや発泡スチロールの箱で温床の代用にすることができる。夏まきでは、育苗箱や苗を風通しのよい台の上にのせて高床式する冷床にし、育苗環境を涼しくして管理する。
ポットで丈夫に育てた苗を畑に植え付けることを「定植」という。定植は一般に本葉が4、5枚になったときに行うが、作物によっては苗の生長と気温などを考慮して定植の適期が異なる場合もある。定植する直前の苗は、ポットごと水につけて根回りの用土をしっかり吸水させ、株の根元手で押さえて逆さにしてポットを外し、その作物に合った畑の畝に株間をとって1株ずつ植え付ける。

### 通常使用される機器
育苗箱に稲の種・種籾（たねもみ）まき、育苗器で発芽させ、ビニールハウスに移して、ある程度まで大きく育てる。

### 育苗の文化
育苗の方法は、その地域や播種時期、品種、農家の育苗に対する考え方などから多様であるとの指摘がある。

### 育苗センター
共同管理が向くため、各地の農業協同組合のもと、育苗センターが多数設置されている。

## 林業における育苗
林業における育苗は、主にスギやヒノキなどの人工林に植栽する樹種の苗木を有性生殖または無性生殖によって優良苗木を育成することにある。ここでいう有性とは種子を撒きつて養成する実生苗（みしょうなえ）であり、無性とはさし穂をさしつけて養成するさし木苗である。実生苗を採取する場所を採取園、さし穂を採取する場所をさし穂園、それらを養成する場所を苗畑と呼ぶ。

### コンテナを利用した育苗
苗木の育成は、長らく苗畑の床で栽培することが基本であった。これはポット#植物用のポットを利用して行うと側面や底面で根が回り、植栽後も十分な根系の成長が期待されなかったためである。しかし2010年代には、ポットの欠点を克服したコンテナを利用した苗木（コンテナ苗）の育成が普及し始めた。